# Diaspidiotus perieri
Diaspidiotus perieri är en insektsart som först beskrevs av Goux 1949.  Diaspidiotus perieri ingår i släktet Diaspidiotus och familjen pansarsköldlöss. Inga underarter finns listade i Catalogue of Life.